# Cenophengus debilis
Cenophengus debilis là một loài bọ cánh cứng trong họ Phengodidae. Loài này được J.LeConte miêu tả khoa học năm 1881.